# Lager im Rehburger Forst

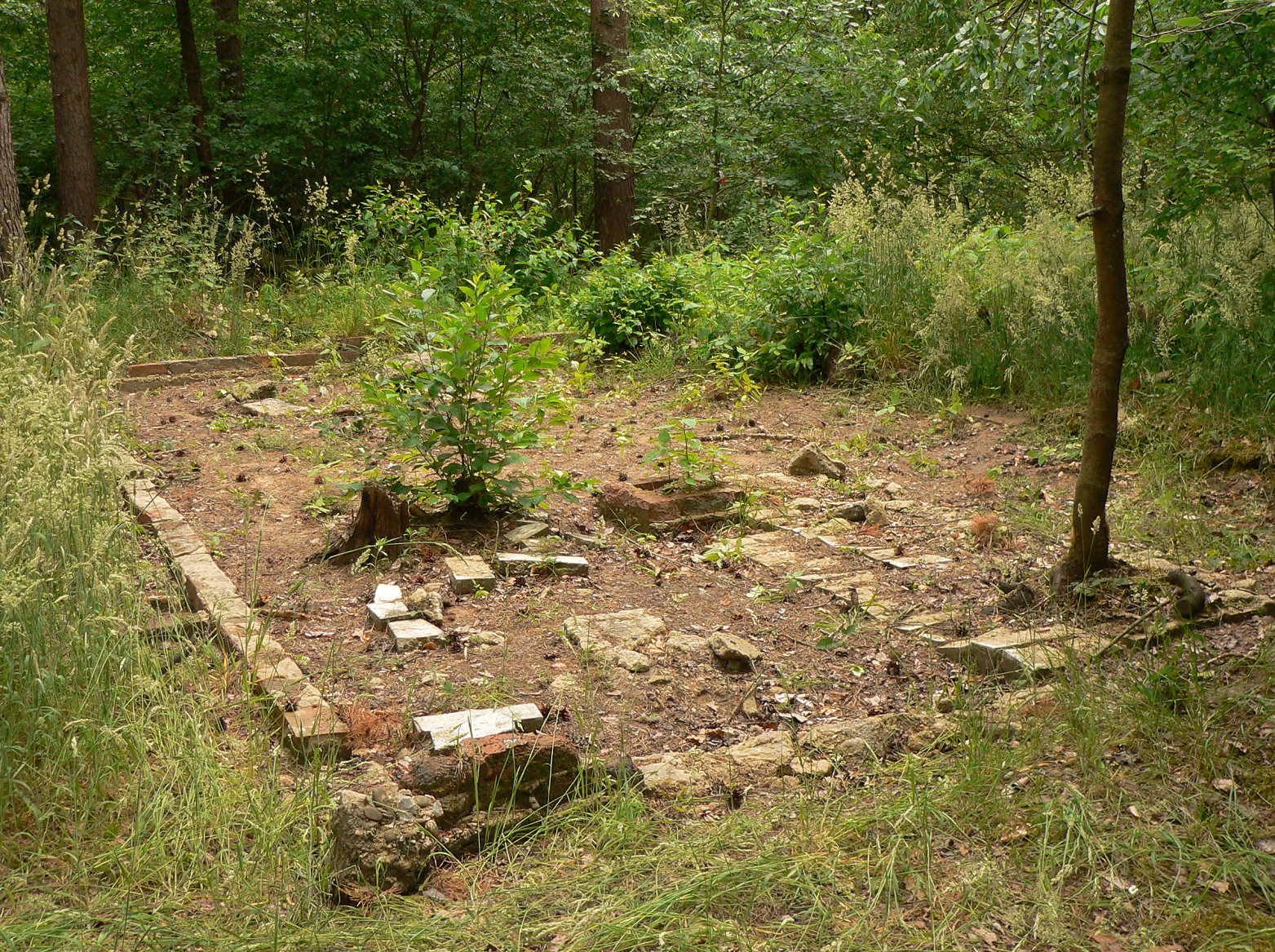
Freigelegte Fundamente eines Steingebäudes innerhalb des Lagers, 2022

Das Lager im Rehburger Forst war ein Kriegsgefangenenlager der Wehrmacht für sowjetische Kriegsgefangene im Waldgebiet Buchholz bei Rehburg im heutigen Niedersachsen. Im damaligen Sprachjargon hieß es „Russenlager“ und bestand vom November 1941 bis vermutlich in den April 1945. Die Gefangenen wurden unter der Bezeichnung Arbeitskommando 5790 zur Zwangsarbeit in dem Waldgebiet und im Rehburger Moor eingesetzt.

## Vorgeschichte
In der heutigen Gemeinde Rehburg-Loccum mit fünf Ortsteilen sind neun frühere Arbeitslager für Kriegsgefangene aus der Zeit des Zweiten Weltkriegs bekannt. Der Grund für die Errichtung des Lagers im Rehburger Forst waren Aufräum- und Wiederaufforstungsarbeiten in dem Waldgebiet und im benachbarten Moor. 1938 kam es in dem Wald zu einem Waldbrand und das Rehburger Moor war von einem Moorbrand betroffen. Im Jahr 1940 vernichtete ein Sturm einen Teil des Baumbestandes im Waldgebiet. Für die Ausführung der erforderlichen Arbeiten forderte das Forstamt Rehburg Kriegsgefangene an.

## Lage und Beschreibung

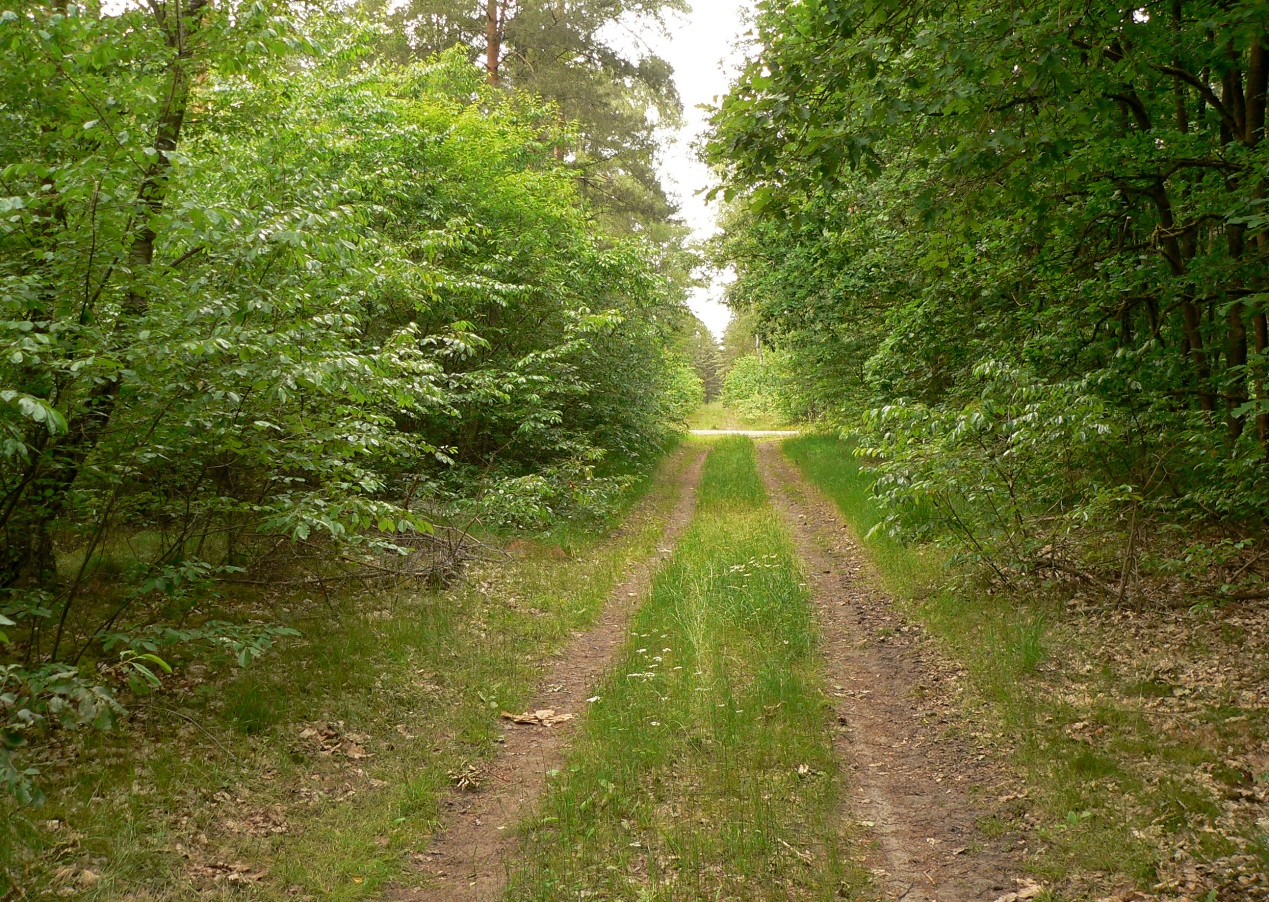
Der Waldweg, an dem sich das Lager befand

Das Lager befand sich nördlich von Rehburg im Waldgebiet Buchholz, das damals als Staatsforst Rehburg im Besitz der Klosterkammer Hannover stand. Heute gehört es zu den Niedersächsischen Landesforsten. Das Gefangenenlager hatte die Ausmaße von etwa 100 × 40 Meter. Auf dem Areal standen in U-Form um einen Innenhof drei Baracken von 20 bis 40 Metern Länge. Die Baracken waren aus Holz und hatten ein flaches, mit Teerpappe gedecktes Dach. An die Baracken schloss sich in der Südwestecke ein kleines Steingebäude an, vermutlich die Lagerküche. Die gesamte Anlage war mit Stacheldraht eingezäunt.
Zu dem Lager führten Waldwege und eine Stromleitung, zur Wasserversorgung diente vermutlich ein Brunnen. Auf dem Lagergelände gab es einen Vorratskeller und einen unterirdischen, mit Holzstämmen abgestützten Bunker.
Knapp außerhalb des Lagers stand ein scheunenartiges Gebäude, vermutlich die Unterkunft der Wachmannschaften. Zur Bewachung waren Angehörige des Landesschützenbataillons 680 der Wehrmacht eingesetzt. Neben dem Gelände stand ein Turm.

## Belegung

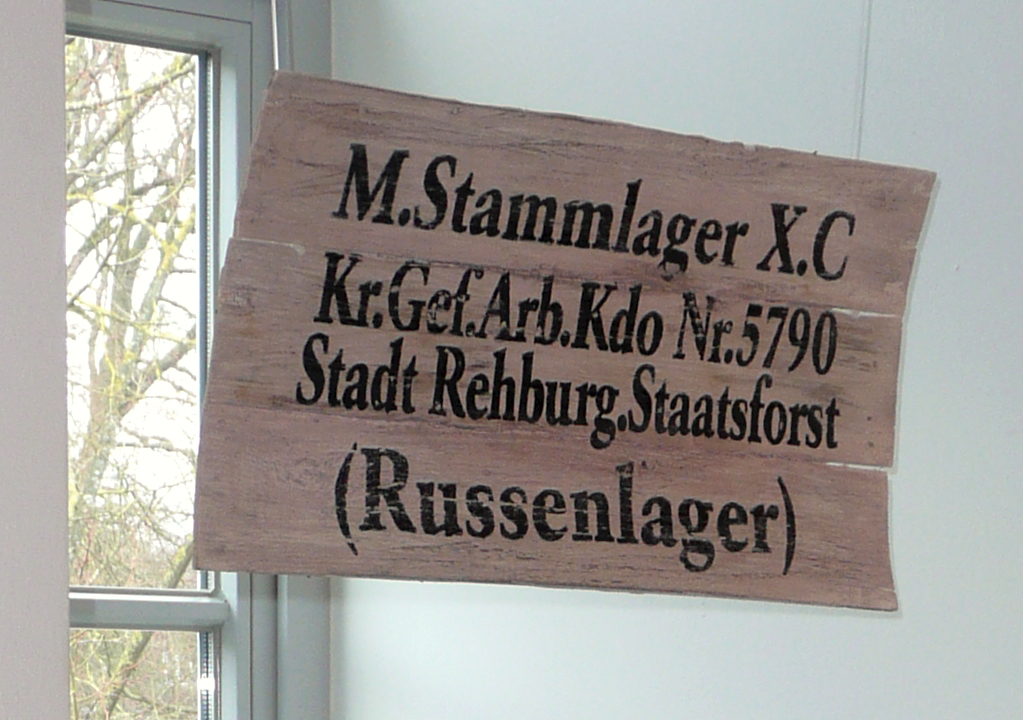
Rekonstruiertes Schild des Lagers

Das Lager wurde am 3. November 1941 erstmalig mit 48 Kriegsgefangenen aus der Sowjetunion belegt, die das Arbeitskommando 5790 bildeten. Sie kamen aus dem Stammlager X C in Nienburg. Da zu dem Zeitpunkt noch keine Baracken vorhanden waren, lebten die Gefangenen laut den Schilderungen eines Zeitzeugen anfangs im Freien unter Zeltplanen in selbst gegrabenen Erdhöhlen.
Durch Verlegungen von Kriegsgefangenen aus den Arbeitskommandos 109 aus Riesloh, 6009 aus Linsburg und 6002 aus Husum nahm im Laufe des Winters 1941/42 die Belegung des Lagers auf 114 Personen zu. Aus Lagerlisten wurden zunächst die Namen von etwa 250 Kriegsgefangenen bekannt, die das Lager im Rehburger Forst während seines dreieinhalbjährigen Bestehens durchlaufen haben. Im Zuge der weiteren Recherchen des Arbeitskreises erhöhte sich diese Zahl auf etwa 330 Kriegsgefangene.

## Lebensumstände
Wie bei anderen sowjetischen Arbeitskommandos in Deutschland litten die Kriegsgefangenen im Rehburger Forst unter schlechten Lebensbedingungen mit unzureichender Ernährung bei Schwerstarbeit, Hunger, Kälte, Krankheiten und völkerrechtswidriger Behandlung durch die Wehrmacht. Gefangene wurden von den Wachposten auch geschlagen. Die Verpflegung, für die die Wehrmacht zuständig war, wird als katastrophal beschrieben. Das Freibankfleisch in den Arbeitskommandos hatte oft keine auch nur ausreichende Qualität.
Unmittelbar nach der Einrichtung des Lagers im November 1941 führten die Lebensbedingungen dazu, dass in den ersten drei Monaten 25 Gefangene starben. Auf deren Personalkarten wurde nur kurz vermerkt, dass sie während der Quarantänezeit aus unbekannten Gründen gestorben seien.
Erkrankte wurden erstmals im Februar 1942 in das Lazarett im Stammlager X D in Wietzendorf transportiert. Dies betraf 23 Personen, von denen 19 kurz danach in Wietzendorf starben. In der Folgezeit verbesserten sich offenbar die Lebensbedingungen, da die Anzahl der Todesfälle abnahm.

## Bestattungen
Die im Lager verstorbenen Gefangenen wurden in einem Massengrab auf dem Rehburger Friedhof beigesetzt. Das ergibt sich aus den Angaben der Stadtverwaltung Rehburg in der Nachkriegszeit. Es wird vermutet, dass die ersten Toten im Winter 1941/42 im Lagerbereich oder im näheren Umfeld beerdigt wurden. Darauf deuten Funde von menschlichen Knochen hin, die ein Forstbediensteter wenige Jahre nach dem Zweiten Weltkrieg bei Waldarbeiten südlich des Lagers machte. Nach Aussage eines Zeitzeugen sollen verstorbene Gefangene auch auf dem Jüdischen Friedhof Rehburg beigesetzt worden sein. In einem Fall ist dies durch die Personalkarte eines am 10. April 1942 verstorbenen Gefangenen belegt. Später seien die Gräber ausgebettet worden.

## Endphase
Wann das Lager aufgelöst wurde, ist nicht bekannt. Das letzte Dokument des Arbeitskommandos 5790 datiert auf den 26. März 1945. Möglich ist, dass britische Truppen das Lager befreiten, die Rehburg am 8. April 1945 erreichten. Auch könnten die Wachmannschaften bereits vorher geflohen sein und die Gefangenen sich dann selbst befreit haben. Nach der Befreiung plünderte die örtliche Bevölkerung das Lager. Dabei wurden die Gebäude gänzlich abgetragen, um ihr Baumaterial zu verwerten.

## Forschungen

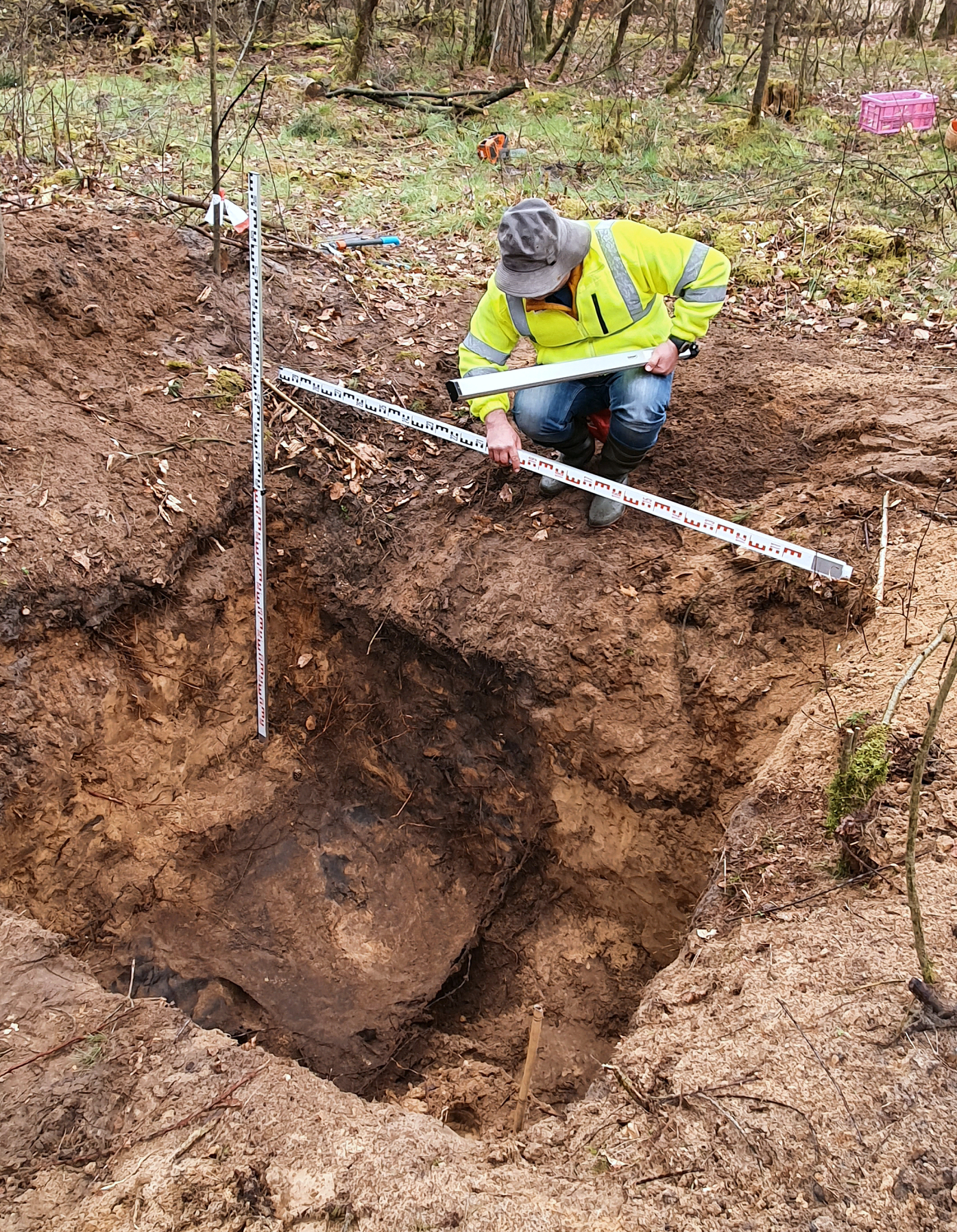
Ausgrabung im Lagerbereich, 2021

Der Arbeitskreis Stolpersteine Rehburg-Loccum, der Stolpersteine in Rehburg-Loccum hat verlegen lassen, begann im Jahr 2021 mit der Aufarbeitung der Geschichte des Lagers. Es handelt sich um ein Citizen-Science-Projekt, in dessen Rahmen Angehörige des Arbeitskreises Befragungen von Zeitzeugen vornahmen und Recherchen in verschiedenen Archiven in Niedersachsen sowie in den Arolsen Archives durchführten. Zum Lagergelände selbst fanden sich keine Unterlagen, die wichtigste überlieferte Quelle zur Existenz der Anlage ist ein von der Royal Air Force aufgenommenes Luftbild von 1944.
Um nähere Erkenntnisse über die Beschaffenheit des Lagers zu erlangen, nahm der Arbeitskreis 2021 in zwei Ausgrabungskampagnen archäologische Untersuchungen auf dem Lagergelände vor. Da es knapp 80 Jahre alte materielle/kulturelle Hinterlassenschaften waren, handelte es sich um Neuzeitarchäologie. Die von Angehörigen des Arbeitskreises durchgeführten Ausgrabungen wurden von Daniel Lau als zuständigem Kommunalarchäologen der Schaumburger Landschaft und von Ronald Reimann als ehrenamtlich Beauftragtem für die archäologische Denkmalpflege fachlich begleitet.
Das ehemalige Lagergelände ist ein Bodendenkmal, auf dem nach dem Niedersächsischen Denkmalschutzgesetz Grabungen und die Suche mit einem Metalldetektor untersagt sind. Zufallsfunde sind unverzüglich der Kommunalarchäologie oder einem Beauftragten für die archäologische Denkmalpflege zu melden.

### Grabungsergebnisse

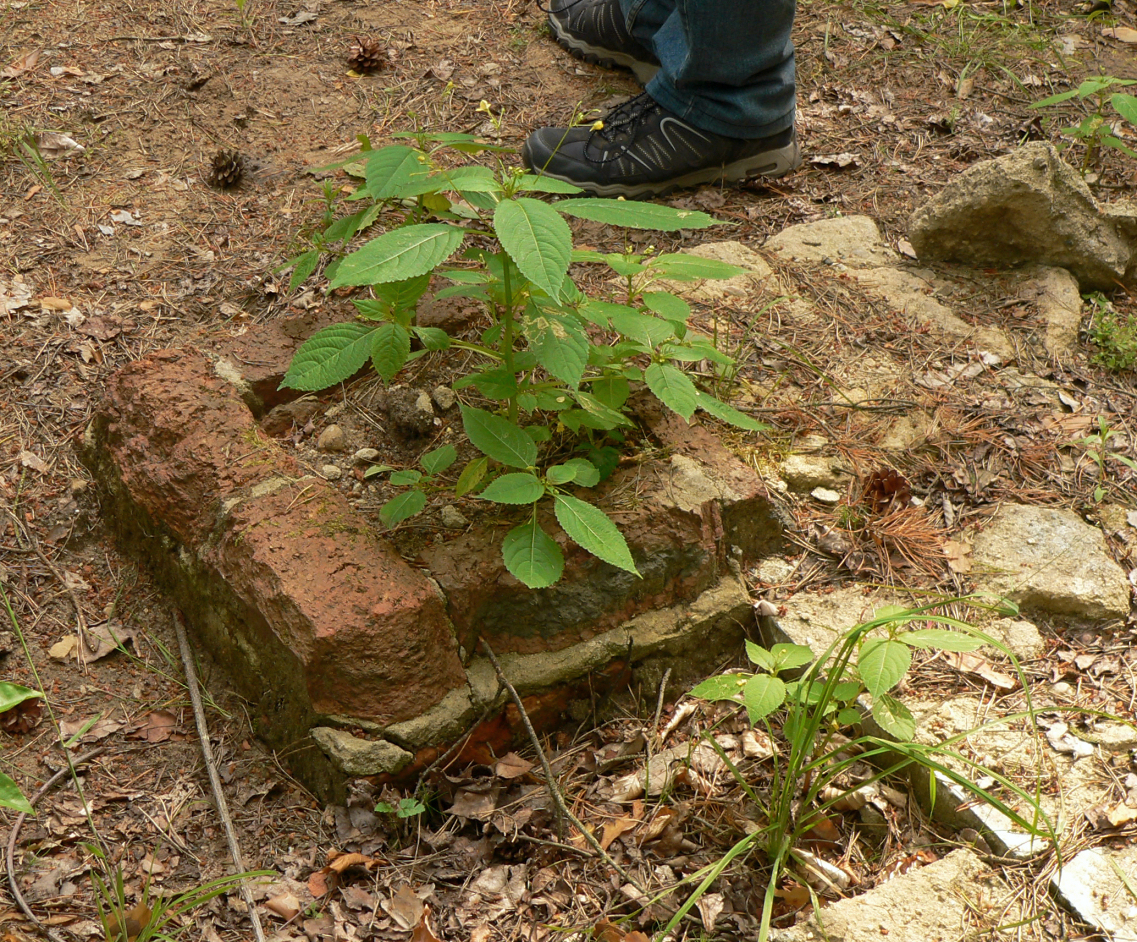
Ein Kaminfundament des Steingebäudes

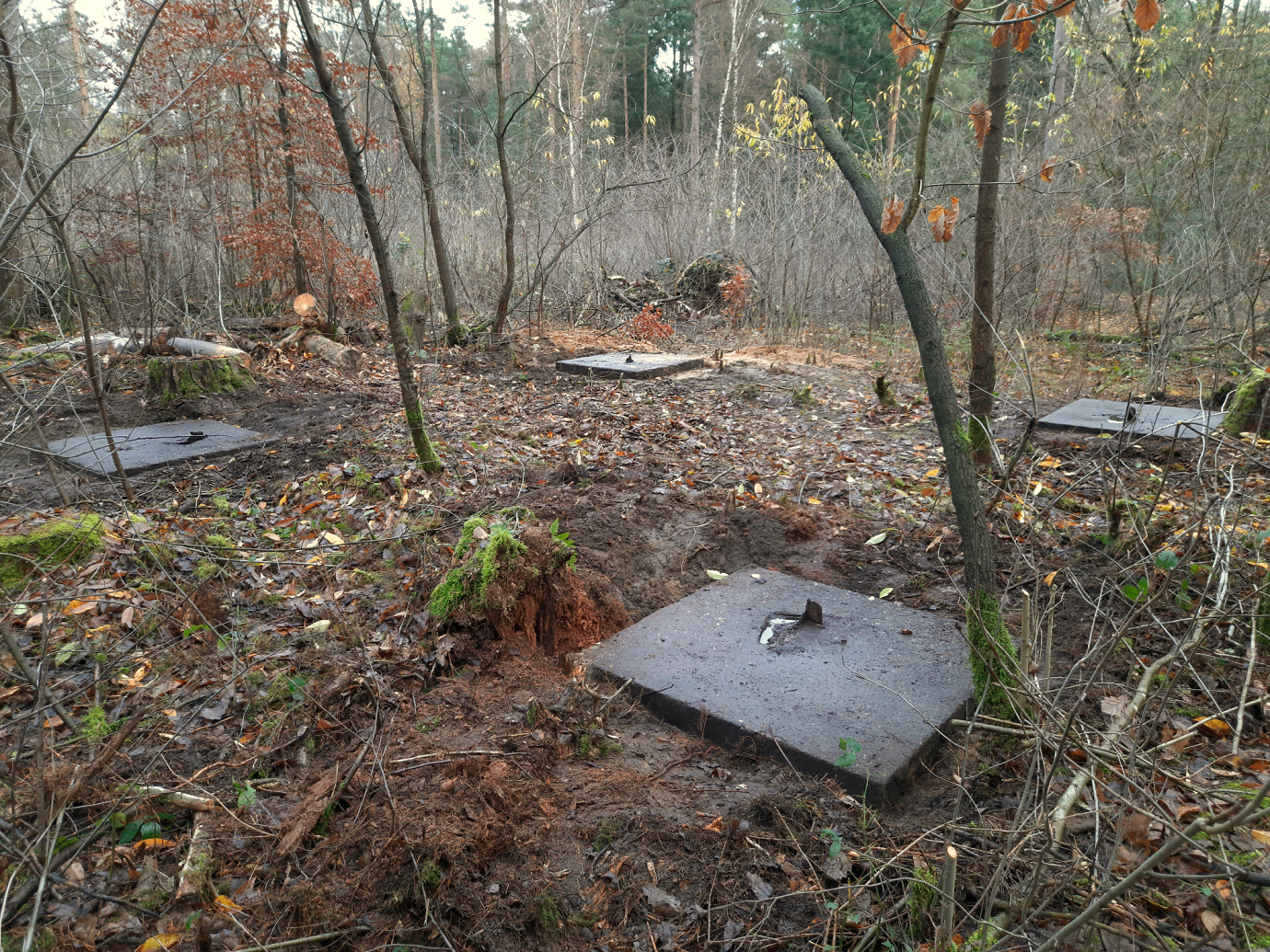
Vier Fundamentblöcke eines früheren Turms neben dem Lager

Bei den Grabungen wurde der Grundriss eines 7 × 4 Meter großen Gebäudes freigelegt, in dem sich im Bodenbereich Fundamente, Mauerreste, Kamine und Reste des Bodenbelags fanden. Es war mit Dachziegeln gedeckt und das einzige gemauerte Gebäude des Lagers, das als solches bislang nachgewiesen werden konnte. Die Reste von drei gemauerten Schornsteinen lassen auf eine frühere Funktion als Lagerküche schließen. Im näheren Umfeld des Gebäudes fanden sich Reste einer Herdplatte und Löffel.
Bei einem Grabungsschnitt im Bereich des früheren Standortes einer Baracke wurden bis auf Glassplitter, die vermutlich von deren Fenstern stammen, keine Überreste gefunden.
Des Weiteren wurden knapp außerhalb des Lagers vier bis in 1,7 Meter Tiefe reichende Fundamentblöcke entdeckt. Sie sind baugleich mit einem vom Reichsarbeitsdienst erbauten und etwa zwei Kilometer entfernten Feuerwachturm.
Der Turm am Lager könnte ein Wachturm gewesen sein, da die Fundamente den damaligen Bauvorschriften für ein derartiges Bauwerk entsprechen. Einer Theorie nach könnte es auch
ein Beobachtungsturm gewesen sein, um im Rahmen eines Meldesystems den Anflug feindlicher Flugzeuge zu beobachten.

### Fundstücke
Bei den archäologischen Untersuchungen wurden nahezu 1000 Fundstücke geborgen. Dazu zählen unter anderem Fensterglasscherben, Knöpfe, Nägel, Schrauben und Stromisolatoren sowie eine Kopeke. Die gefundenen Alltagsgegenstände, wie eine Kaffeekanne, eine Nivea-Dose und eine Maggi-Flasche, stammen vermutlich von den Bewachern. Es fanden sich große Mengen an Schuhresten, deren Verwendungszweck bisher nicht bekannt ist.

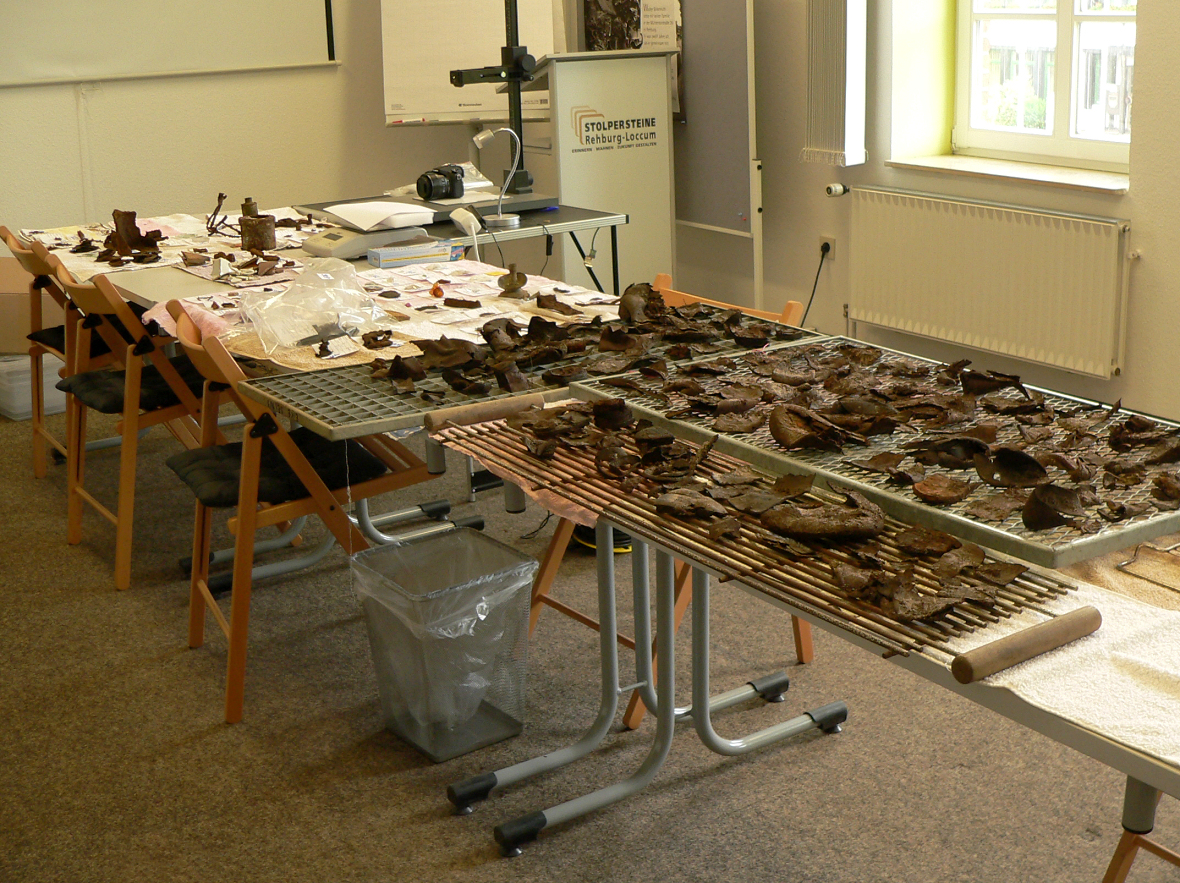
Fundbearbeitung beim Arbeitskreis Stolpersteine Rehburg-Loccum
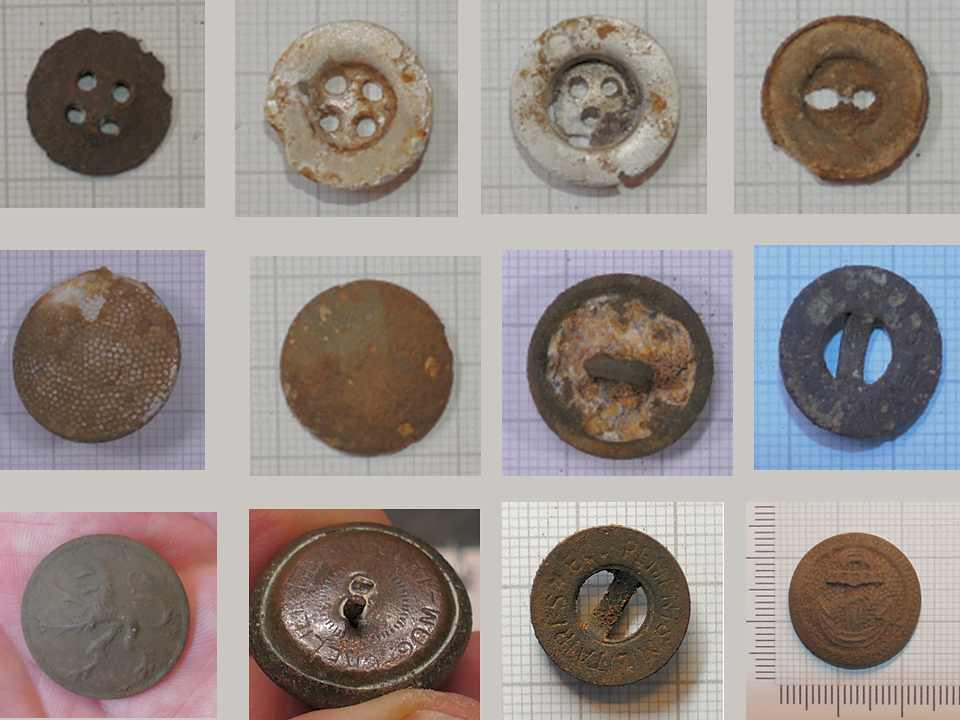
Gefundene Knöpfe
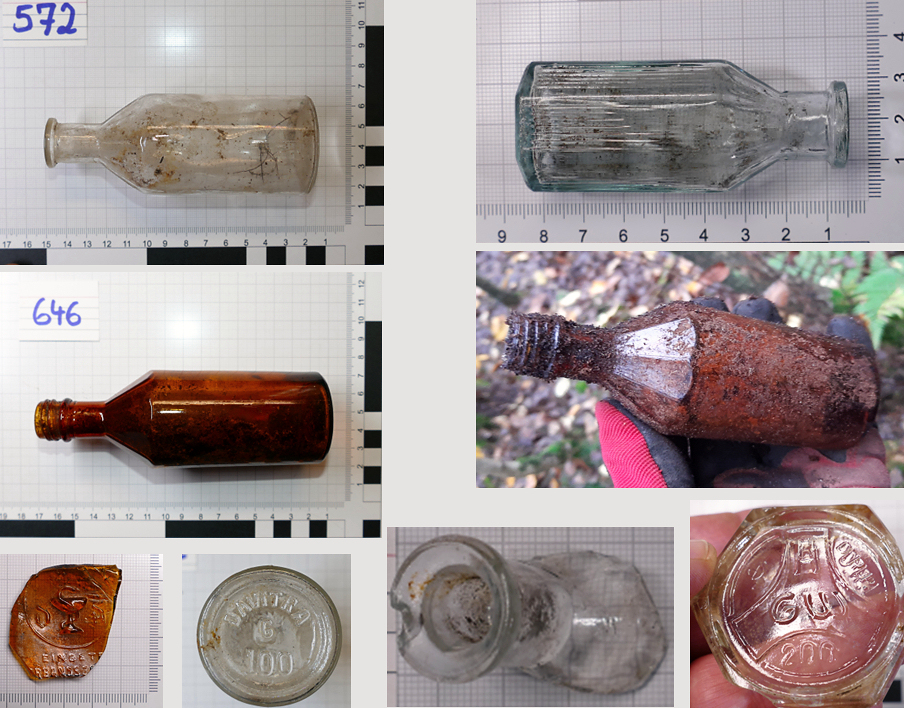
Gefundene Flaschen
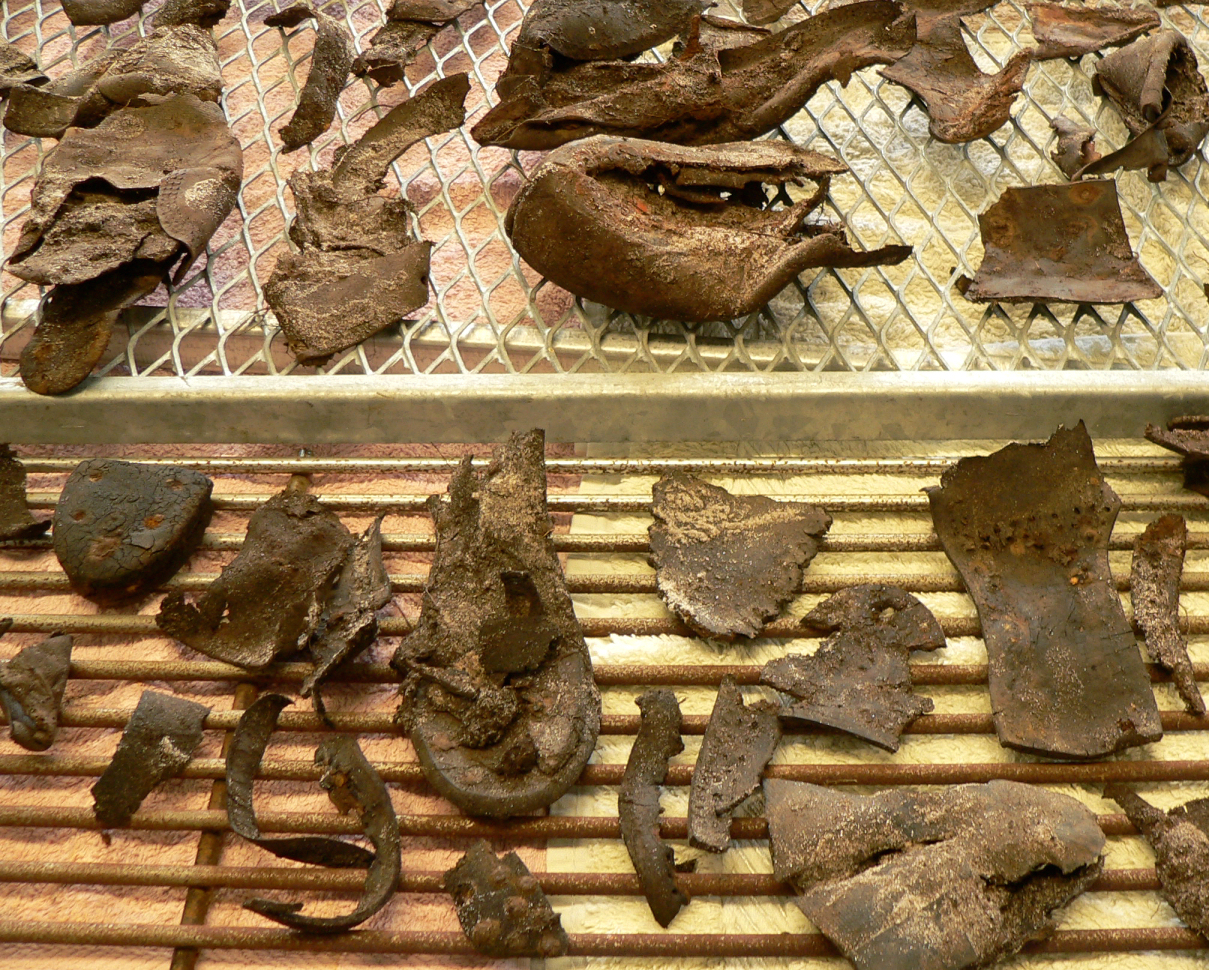
Gefundene Schuhteile

## Präsentation
Nach Abschluss der Forschungen machte der Arbeitskreis Stolpersteine Rehburg-Loccum die erlangten Erkenntnisse für die Öffentlichkeit zugänglich. Dies erfolgte unter anderem durch Führungen, Erzählcafés und ein Kunstprojekt als Mitmacharbeit. Dabei stickten Interessierte die Namen der 261 sowjetischen Kriegsgefangenen auf ein Leinenlaken. Als weitere Aktivitäten waren Publikationen, eine Infotafel am Lager sowie Vorträge und Unterrichtskonzepte für Schulen vorgesehen. Auch beabsichtigte der Arbeitskreis, Angehörige der im Lager verstorbenen Kriegsgefangenen in der früheren Sowjetunion ausfindig zu machen. was nach dem russischer Überfall auf die Ukraine ab 2022 nicht mehr möglich war. Von November 2024 bis März 2025 zeigte der Arbeitskreis in den historischen Kuranlagen Bad Rehburg eine Ausstellung zum Kriegsgefangenenlager, die am Volkstrauertag 2024 eröffnet wurde.

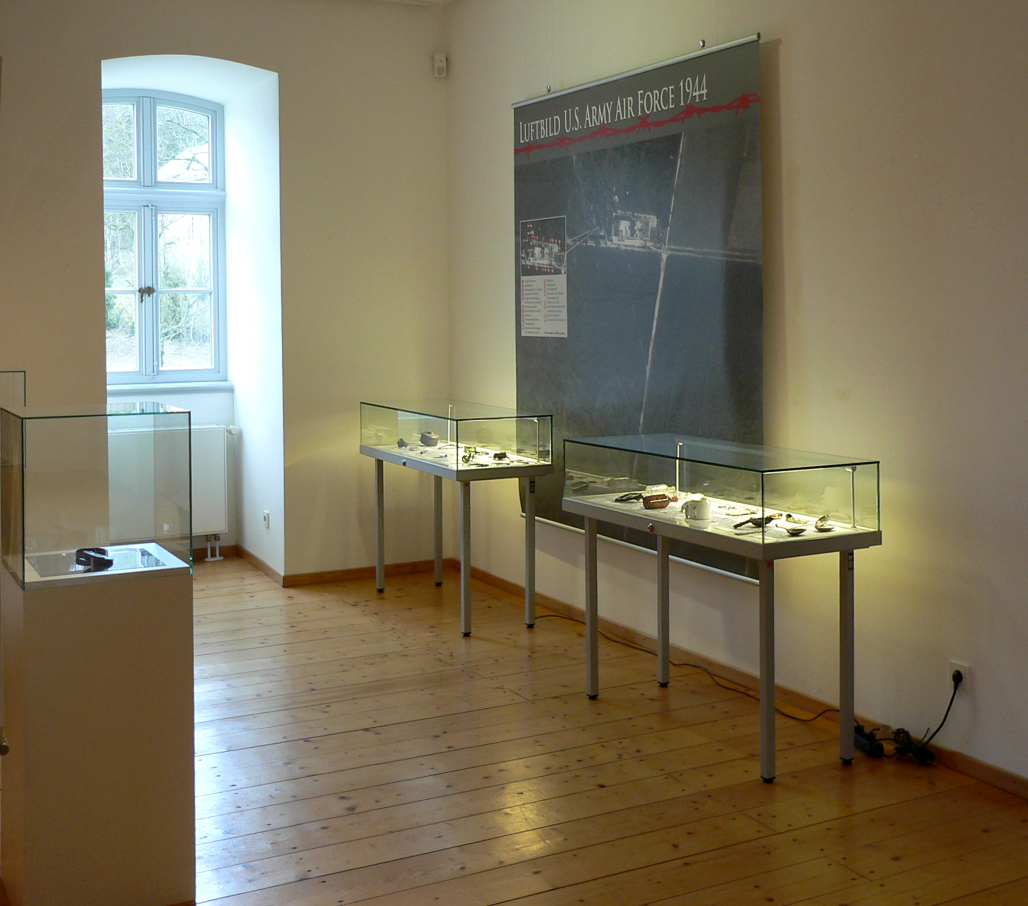
Ausstellung in den historischen Kuranlagen Bad Rehburg, hier alliiertes Luftbild des Lagers und Fundstücke der Ausgrabung, 2025
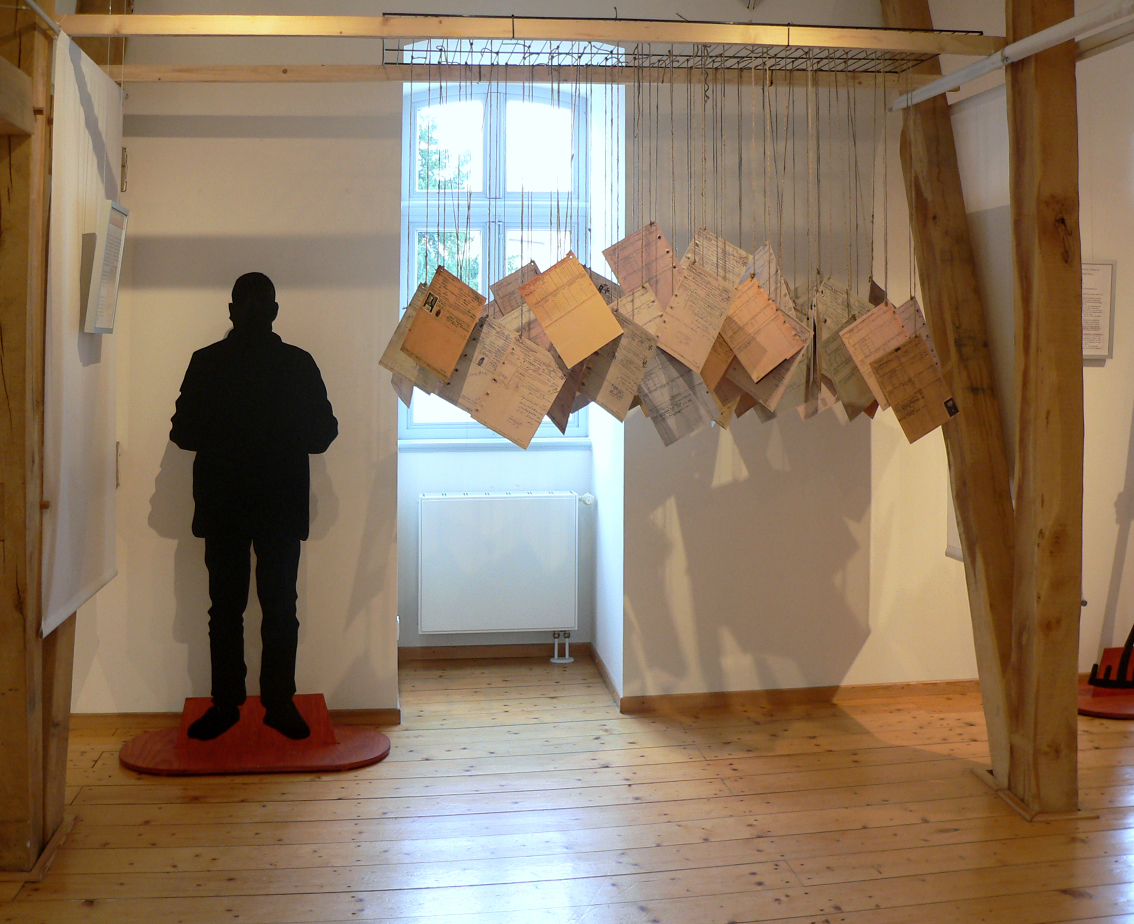
Installation mit herabhängenden Personalbögen der Kriegsgefangenen
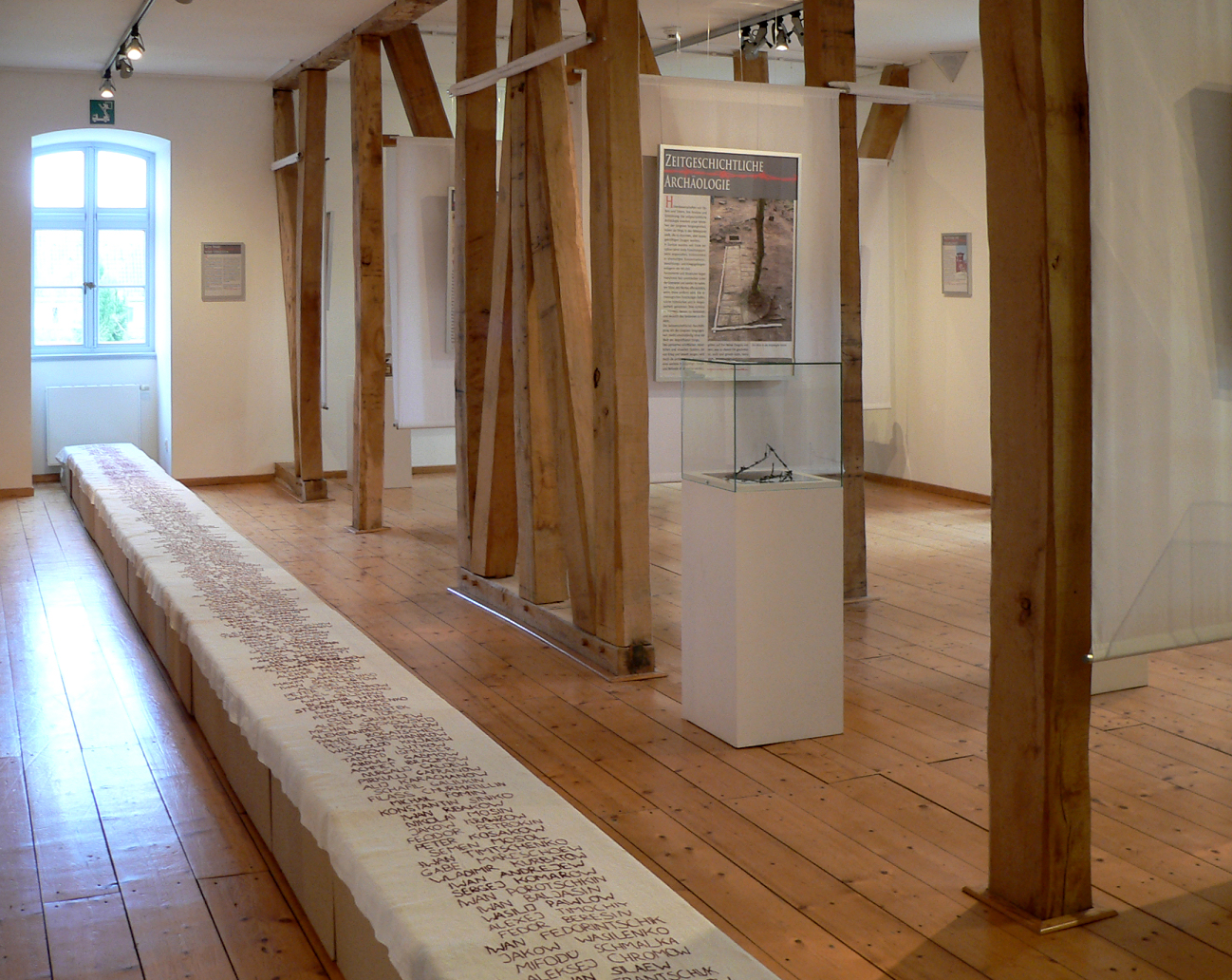
Leinenlaken mit den eingestickten Namen der Kriegsgefangenen